# 호쿠에쓰 군담
《호쿠에쓰 군담》(일본어: 北越軍談)은, 일본 에도 시대의 군학(軍学) 서적이다. 겐로쿠(元禄) 10년(1697년)에 성립되었으며, 저자는 《간토 고전록》(関東古戦録)을 저술한 마키시마 아키타케(槇島昭武)로 훗날 '고마가야 산인 이쿠'(駒谷散人郁)라고 호칭하였으며, 오미 제제 번(近江膳所藩) 혼다 가(本多家)의 낭인으로 여겨진다.
근세 일본에서는 센고쿠 시대의 군사 · 전쟁에 대한 관심이 높아져 많은 군학자가 출현했고, 《고요군칸》(甲陽軍鑑)을 비롯한 군학 서적들이 성립되었는데, 《고요군칸》이 가이 다케다 씨(甲斐武田氏)에 관한 내용을 다룬 군학 서적인 데에 반해 《호쿠에쓰 군담》은 에치고 우에스기 씨(越後国上杉氏)에 관한 내용을 다룬 군학 서적으로, 에치고의 전설적인 '군신'(軍神) 우에스기 겐신(上杉謙信)과 그 뒤를 이은 가게카쓰(景勝) 시기에 관한 사적과 우에스기 가신단에 관한 풍부한 기술을 담고 있다. 
간에이(寛永) 20년(1643년) '라쿠토(洛東)의 은사(隠士) 운안(雲庵)'이 지은 서문이 붙어 있는데, 저자는 기슈 도쿠가와 가(紀州徳川家)를 섬긴 우사미 사다스케(宇佐美定祐, 1634～1713)로 여겨진다. 호에이(宝永) 8년(1711년)에는 오사카(大阪) 고라이바시(高麗橋)의 노무라 조베에(野村長兵衛胃)가 같은 계통의 여러 사본들을 교합하여 간행하였다. 
우에스기 씨에 대한 기술뿐만 아니라, 센고쿠 시대에 북부 시나노 지역을 놓고 가와나카지마 전투를 벌였던 가이 다케다 씨에 관한 기술도 풍부하게 실려 있다. 우에스기 겐신이 가와나카지마 전투에서 벌였던 다케다 신겐(武田信玄)과의 일기토 전승 등을 기록하고, 겐신의 전설적 군사인 우사미 사다유키(宇佐美定行, 스루가노카미)의 활약상을 풍부하게 기록하면서도, 《고요군칸》과 마찬가지로 문서상에서는 확인되지 않는 사건이나 날짜 표기의 오류 등도 포함하고 있다. 
《호쿠에쓰 군담》은 사다스케가 창시한 에치고류 군학의 교본으로서 이용되어 《무문요감초》(武門要鑑抄)를 교본으로 하는 요문류(要門流) 등의 서류(庶流)도 갈라져 나왔다. 하지만 일본 와카야마 현립 박물관 소장인 '가와나카지마 합전도 병풍'(에도 전기, 6첩 1쌍)은 《호쿠에쓰 군담》의 기술에 근거한 합전 양상이 그려져 있는 등 우사미 사다유키의 활약이 강조되고 있음이 지적되고 있다.

## 참고 문헌
- 다카하시 슈(高橋修) 「호쿠에쓰 군담」 등 「대하드라마 특별전 풍림화산 신겐・겐신, 그리고 전설의 군사」(大河ドラマ特別展風林火山　信玄・謙信、そして伝説の軍師, 2007년)